# Portadown Football Club
Portadown F.C. é uma equipe norte-irlandês de futebol com sede em Portadown. Disputa a primeira divisão da Irlanda do Norte (Campeonato Norte-Irlandês de Futebol).
Seus jogos são mandados no Shamrock Park, que possui capacidade para 3.942 espectadores.

## História
O Portadown F.C. foi fundado em 1889.